# Тананайко, Николай Владимирович
Николай Владимирович Тананайко (бел. Мікалай Уладзіміравіч Тананайка) — белорусский военный деятель, заместитель председателя Комитета государственной безопасности Республики Беларусь (2002—2005).

## Биография
Отец — Владимир Тананайко (1912—2001), участник Великой Отечественной войны. В семье, кроме Николая, четыре сына, среди которых два майора ВВС.
Окончил детский сад — среднюю школу № 12 г. Могилева.
С 6 марта 1996 года по 31 октября 2002 года работал начальником управления КГБ Республики Беларусь по Могилевской области.
С 31 октября 2002 года по 20 января 2005 года работал заместителем Председателя КГБ Республики Беларусь. Входил в состав Межведомственного координационного совета по военно-техническим вопросам, Комиссии по вопросам государственной научно-технической политики при Совете Министров Республики Беларусь.
Входит в состав попечительского совета Белорусской ассоциации эстетической групповой гимнастики.